# Гора (Нюксенский район)
Гора — деревня в Нюксенском районе Вологодской области.
Входит в состав Нюксенского сельского поселения (с 1 января 2006 года по 8 апреля 2009 года входила в Красавинское сельское поселение), с точки зрения административно-территориального деления — в Дмитриевский сельсовет.
Расстояние до районного центра Нюксеницы по автодороге — 39,5 км. Ближайшие населённые пункты — Большая Сельменга, Красавино, Малая Сельменга.
По переписи 2002 года население — 25 человек (9 мужчин, 16 женщин). Преобладающая национальность — русские (96 %).